# Dichapetalum gilletii
Dichapetalum gilletii är en tvåhjärtbladig växtart som beskrevs av Dewild.. Dichapetalum gilletii ingår i släktet Dichapetalum och familjen Dichapetalaceae. Inga underarter finns listade i Catalogue of Life.